# Live Outside
Live Outside è un singolo del gruppo musicale britannico Enter Shikari, pubblicato il 31 luglio 2017 come primo estratto dal quinto album in studio The Spark.

## Descrizione
Il singolo viene presentato in anteprima durante il programma di Annie Mac su BBC Radio 1 il 31 luglio 2017, per poi essere pubblicato su Spotify subito dopo. Rispetto ai precedenti singoli, Live Outside abbraccia maggiormente una struttura melodica, come detto dal cantante Rou Reynolds: «Non penso che abbiamo mai avuto la mentalità che abbiamo avuto questa volta [nel comporre]. Questa volta c'era un suono preciso in testa, un punto da focalizzare, una direzione». Il brano contiene comunque una forte componente drum and bass e sonorità elettroniche e post-hardcore. Parlando del testo, Reynolds dichiara che è focalizzato sulla salute mentale e sul voler trovare dei momenti di pausa quando si è troppo afflitti dall'ansia e dalla depressione.

## Video musicale
Il video ufficiale del brano, diretto da Bob Gallagher e prodotto da John McKeown e montato dalla Crooked Gentlemen, è stato pubblicato sul canale YouTube degli Enter Shikari il 1º agosto 2017. Inizia mostrando una telecamera attraverso la quale un datore di lavoro controlla minuziosamente che i suoi dipendenti (tra i quali figurano i quattro componenti degli Enter Shikari), scrupolosamente sempre sorridenti, riempano con delle pillole blu dei piccoli barattoli. Ogni quarto d'ora i dipendenti vengono "premiati" con una pillola, che con l'ausilio di visori VR e l'assunzione di un liquido blu tramite dei tubi, creano loro delle visioni di una vita felice. Durante questo processo, però, una donna che lavora davanti al cantante Rou Reynolds non toglie il visore al momento di riniziare a lavorare e piange. Il capo se ne rende conto e la fa portare via, lasciando Reynolds interdetto. Questi è ancora più turbato quando, rimesso il visore, vede la stessa donna nelle visioni causate dalla pillola e dal visore. Il giorno dopo si rifiuta quindi di ingoiare la pillola datagli, e anche lui viene sedato e portato via. Viene portato in una stanza dove, assunto ulteriore liquido blu tramite delle siringhe, prende il posto insieme alla donna del giorno prima dei personaggi che compaiono nelle visioni trasmesse ai lavoratori. Il video termina con la scena di una stanza in cui Reynolds, la donna e altre persone vengono tenuti seduti su delle sedie con i visori indossati e il liquido blu continuamente infuso tramite delle flebo, in uno stato di estasi che li rende dei vegetali.

## Tracce
Testi di Rou Reynolds, musiche degli Enter Shikari.
Versione standard
1. Live Outside (Edit) – 3:20

Versione remix
1. Live Outside (Shikari Sound System Remix) – 4:14

## Formazione
Enter Shikari
- Rou Reynolds – voce, tastiera, programmazione
- Rory Clewlow – chitarra, voce secondaria
- Chris Batten – basso, voce secondaria
- Rob Rolfe – batteria, percussioni, cori

Altri musicisti
- David Kosten – tastiera e programmazione aggiuntive

## Classifiche
| Classifica (2017)          | Posizione massima |
| -------------------------- | ----------------- |
| Regno Unito (rock & metal) | 21                |